# Julaftonen (målning)
Julaftonen är en akvarellmålning av Carl Larsson. Den är från 1904, och föreställer ett julaftonsfirande i Sverige.